# Lasius fuliginosus
Lasius fuliginosus es una especie de hormiga del género Lasius, tribu Lasiini, familia Formicidae. Fue descrita científicamente por Latreille en 1798.

## Distribución
Se distribuye por Armenia, Azerbaiyán, Georgia, Japón, Corea del Sur, Turquía, Albania, Andorra, Austria, Bielorrusia, Bélgica, Bulgaria, islas del Canal, Croacia, República Checa, Dinamarca, Estonia, Finlandia, Francia, Alemania, Grecia, Hungría, Irlanda, isla de Man, Italia, Letonia, Liechtenstein, Luxemburgo, Macedonia, Moldavia, Montenegro, Países Bajos, Noruega, Polonia, Portugal, Rumania, Rusia, Eslovaquia, Eslovenia, España, Suecia, Suiza, Ucrania y Reino Unido.

## Hábitat
Habita debajo de troncos en descomposición, en piedras y nidos.